# Birgitta Sandberg (konstnär)
Sigrid Birgitta Margareta Sandberg, född 7 oktober 1919 i Stockholm, död 6 juni 1966 i Norrköping, var en svensk teckningslärare, keramiker och målare. 
Hon var dotter till Gustaf Emil Sandberg och Greta Laurentia Sjunnesson samt syster till Kerstin Bränngård. Sandberg studerade vid Welamson illustrations- och teckningsskola i Stockholm 1958–1941 och för Carl Malmsten vid Nyckelviksskolan samt vid Accademia di Belle Arti di Roma i Rom 1956–1957 och under studieresor till Paris och Italien. Separat ställde hon bland annat ut i Stockholm och Norrköping och tillsammans med sina föräldrar och syster ställde hon ut i Örnsköldsvik. Hon har tilldelats Norrköpings kommuns kulturstipendium ett flertal gånger. Bland hennes offentliga arbeten märks en väggmålning på Gunillagården i Junsele och en altartavla för Dorotea kapell samt en altartavla till doprummet på Norrköpings lasarett. Hennes konst består av barnstudier, blommor, landskap huvudsakligen utförda i akvarell.